# Lilly Kahil
Lilly Louise Kahil (Zürich, 2 juli 1926 – Garches, 4 december 2002) was een Zwitsers-Franse archeologe en hooglerares van Duits-Egyptische afkomst.

## Biografie
Lilly Kahil studeerde geschiedenis aan de Universiteit van Bazel en behaalde in 1955 een doctoraat in de geschiedenis aan de Sorbonne in Parijs. Van 1957 tot 1960 was ze buitengewoon hooglerares geschiedenis en van 1961 tot 1996 gewoon hoogleraar geschiedenis aan de faculteit letteren van de Universiteit van Fribourg in Zwitserland. Ze was de bezielster van het Lexicon Iconographicum Mythologiae Classicae.
Ze was gehuwd met Boutros Boutros-Ghali, die later secretaris-generaal van de Verenigde Naties zou worden.
- Base de données des élites suisses: 78247
- Bibsys: 90280793
- Bibliothèque nationale de France: cb12348491z (data)
- Gemeinsame Normdatei: 122935802
- International Standard Name Identifier: 0000 0001 0637 5469
- Library of Congress Control Number: n83048095
- Nationale Bibliotheek van Israël: 987007261766205171
- Nederlandse Thesaurus van Auteursnamen: 071297294
- Système universitaire de documentation: 032459017
- Virtual International Authority File: 76391427
- WorldCat: E39PBJfrPxFhMCkFXgrYfV63Qq